# Брођани
Брођани су насељено мјесто у саставу града Карловца, у Карловачкој жупанији, Република Хрватска.

## Географија
Брођани се налазе 12 км источно од Карловца.

## Историја
Брођани су се од распада Југославије до августа 1995. године налазили у Републици Српској Крајини.

## Становништво
Према попису становништва из 2011. године, насеље Брођани је имало 141 становника.
| Националност       | 1991. | 1981. |
| Хрвати             | 126   | 117   |
| Срби               | 44    | 2     |
| Југословени        | 6     | 14    |
| остали и непознато | 12    |       |
| Укупно             | 188   | 133   |

| Демографија | Демографија | Демографија |
| Година      | Становника  | Становника  |
| ----------- | ----------- | ----------- |
| 1971.       | 168         |             |
| 1981.       | 133         |             |
| 1991.       | 188         |             |
| 2001.       | 124         |             |
| 2011.       |             | 141         |